# Rhaphuma aranea
Rhaphuma aranea är en skalbaggsart som beskrevs av Holzschuh 1984. Rhaphuma aranea ingår i släktet Rhaphuma och familjen långhorningar.
Artens utbredningsområde är Nepal. Inga underarter finns listade i Catalogue of Life.